# Небето зове
„Небето зове“ (на руски: Небо зовёт) е съветски научнофантастичен филм от 1959 година на Киностудио Довженко. Премиерата на филма е на 12 септември 1959 година.

## Сюжет
Съветска космическа експедиция, съставена от астронавти и учени, се озовава на Международна орбитална станция по време на първия човешки полет към Марс. На същата станция акостира и американски кораб, чийто екипаж има намерение да колонизира Червената планета. В надпревара с времето американците напускат станцията първи, но избират неподходящ маршрут и скоро след това претърпяват авария. Съветският космически кораб „Родина“ променя курса си, за да се отзове на изпратения сигнал за помощ от американския „Тайфун“. Те успяват, но сега запасите им от гориво няма да им стигнат за пътуването до Марс. На космонавтите им се налага да извършат аварийно кацане на астероида Икар. Екипите от Земята спасяват своите герои, като първо им изпращат безпилотна ракета с гориво, а след това при тях пристигат още космонавти.

## В ролите
- Иван Переверзев като учения Евгений Корнев
- Александър Шворин като Андрей Гордиенко
- Константин Барташевич като астронавта Робърт Кларк
- Гурген Тонунц като астронавта Ъруин Верст
- Валентин Черняк като Григорий Сомов
- Виктор Доброволский като Василий Демченко, началник на космическата станция
- Александра Попова като Вера Корнева
- Таисия Литвиненко като докторката Лена
- Лариса Борисенко като студентката Олга
- Лев Лобов като кинооператора Сашко
- Сергей Филимонов като писателя Троян
- Мария Самойлова като майката на Робърт Кларк

## Адаптации и преработки
- През 1962 година излиза „американизирана“ версия на филма под заглавието „Битка зад пределите на Слънцето“ на режисьора Роджър Корман и младият тогава студент Франсис Форд Копола. Те премахват от лентата „антиамериканската пропаганда“ и добавят битка между две марсиански чудовища.[1] Също така действието в римейка е пренесено в бъдещето, когато вследствие на ядрена война Земята е разделена на две части - Север и Юг.[2]
- През 1968 година в САЩ е представен филмът 2001: Космическа одисея, в който са използвани картини и графики, създадени от съветският художник фантаст Юрий Швец за „Небето зове“.[2]

### Интересни факти
- Филмът излиза на голям екран две години след извеждането в орбита на първия изкуствен спътник на Земята- Спутник-1 и две години преди първия полет на човек в открития космос, и двете постижения на СССР.
- В Германия премиерата на филма е на 15 юни 2009 година. Преди това той е превеждан на унгарски и италиански език.[3]
- Американската версия на филма е с тринадесет минути по-кратка от съветската.

### Подобни филми
- През 1962 година е заснет съветският фантастичен филм „Планетата на бурите“, също „американизиран“ от Роджър Корман под заглавието „Пътешествие до доисторическата планета“.